# Root (Nueva York)
Root es un pueblo ubicado en el condado de Montgomery en el estado estadounidense de Nueva York. En el año 2000 tenía una población de 1,752 habitantes y una densidad poblacional de 13 personas por km².

## Geografía
Root se encuentra ubicado en las coordenadas 42°51′1″N 74°28′48″O / 42.85028, -74.48000.

## Demografía
Según la Oficina del Censo en 2000 los ingresos medios por hogar en la localidad eran de $38,060, y los ingresos medios por familia eran $41,927. Los hombres tenían unos ingresos medios de $28,073 frente a los $22,656 para las mujeres. La renta per cápita para la localidad era de $16,206. Alrededor del 11.8% de la población estaban por debajo del umbral de pobreza.